# Auvere
Koordinaten: 59° 21′ N, 27° 56′ O
Auvere (deutsch Ampfer) ist ein Dorf (estnisch küla) in der Stadtgemeinde Narva-Jõesuu (bis 2017 Landgemeinde Vaivara). Es liegt im Kreis Ida-Viru (Ost-Wierland) im Nordosten Estlands.

## Beschreibung und Geschichte

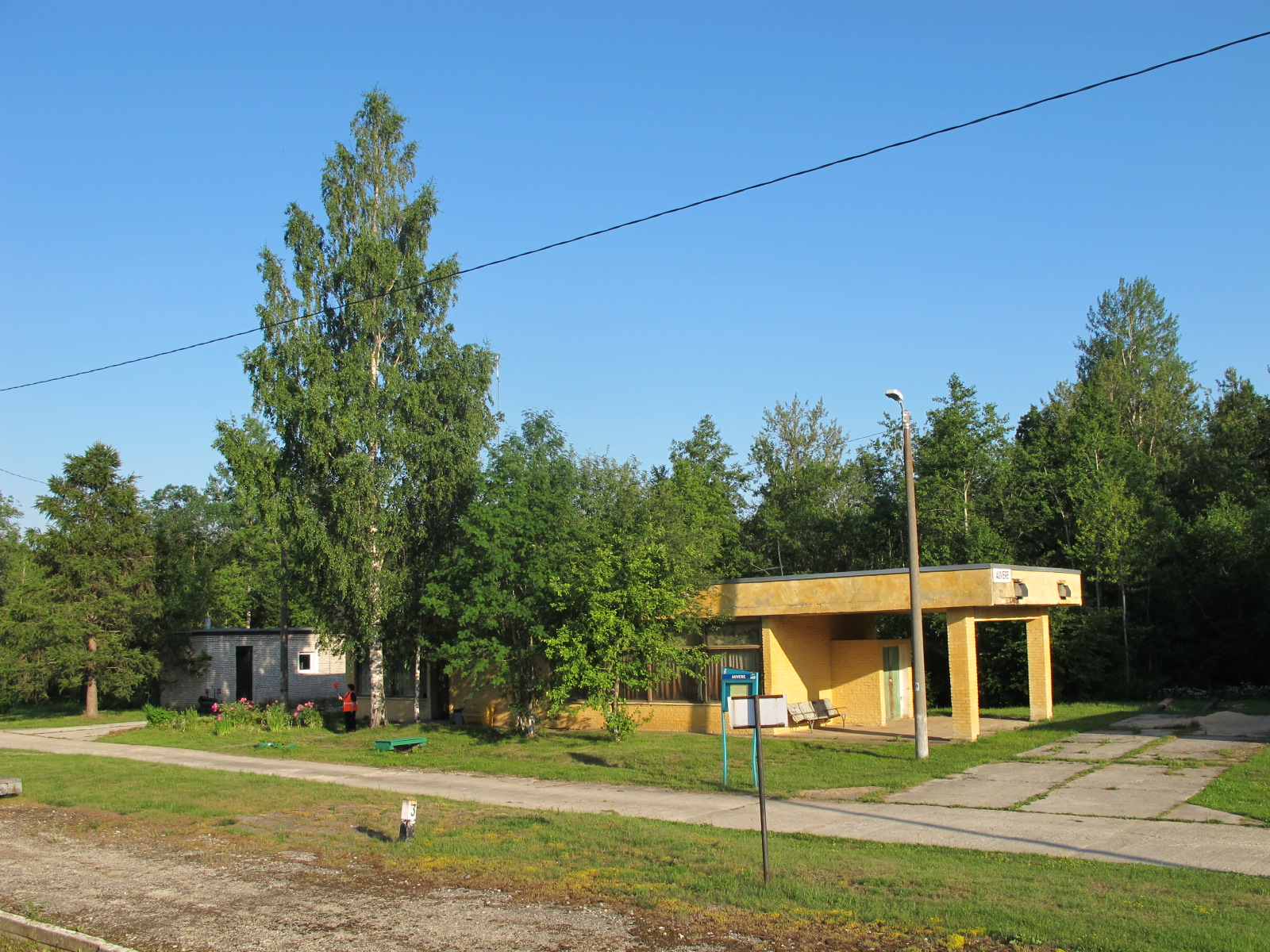
Der Bahnhof von Auvere heute

Das Dorf hat 22 Einwohner (Stand 1. Januar 2012). Der Ort wurde erstmals 1361 urkundlich erwähnt.
Die erste Dorfschule wurde 1864 gegründet. 1872 wurde mit Fertigstellung der Eisenbahnstrecke von Tallinn nach Sankt Petersburg der Bahnhof von Auvere eingeweiht. Er trug in zaristischer Zeit den Namen Korf (станция Корф). 1980 wurde das historische Bahnhofsgebäude abgerissen und durch ein neues ersetzt.
In den 1960er Jahren wurde in Auvere ein Elektrizitätskraftwerk errichtet, das 1973 seinen vollen Betrieb aufnahm. Es arbeitete mit dem in der Region vorkommenden Ölschiefer. Am 4. Mai 2012 wurde der Eckstein für das neueste Ölschieferkraftwerk gelegt.

## Gut von Auvere
Das Gut von Auvere wurde Mitte des 17. Jahrhunderts während der Zugehörigkeit Estlands zum schwedischen Reich gegründet. Die Bauern von Auvere galten als besonders widerspenstig gegenüber ihren Grundherren. Zwei Aufstände 1806 und 1858 mussten niedergeschlagen werden.
Ende des 19. Jahrhunderts kauften zwei estnische Landwirte das Gut. Ihre Nachfahren wurden im Zuge der estnischen Landreform 1919 enteignet. 1990, kurz vor der Loslösung Estlands von der Sowjetunion, erhielten die Erben den Grundbesitz zurück. Der historische Kern des Gutes ist nicht mehr erhalten, wohl aber einige Nebengebäude.

## Schlacht von Auvere
Am Ende des Zweiten Weltkriegs fanden bei Auvere schwere Kämpfe zwischen der deutschen Wehrmacht und der Roten Armee statt. Von Februar bis Juli 1944 verlief hier die Front. Die Gebäude des Dorfes wurden dabei fast vollständig zerstört. Am 24./25. Juli 1944 kam es zur entscheidenden Schlacht von Auvere zwischen der 8. sowjetischen Armee und dem III. SS-Panzerkorps. Dabei kämpften auch Esten auf beiden verfeindeten Seiten gegeneinander.
Die Schlacht endete mit einem deutschen Abwehrsieg. Auf sowjetischer Seite kamen etwa 8.000 Soldaten ums Leben. Für die gefallenen sowjetischen Soldaten wurde 1974 ein Gedenkstein in russischer Sprache eingeweiht.

## Söhne und Töchter des Ortes
Berühmtester Sohn des Ortes war der Geodät und Astronom Carl Friedrich Tenner, der 1783 in Auvere als Sohn des Gutsverwalters geboren wurde.